# 湛江市第二中学
湛江市第二中学是中國广东省湛江市的一所中學。該校最早为1901年法国人所创办的安碧沙罗学校（法語：Collège Albert Sarraut），1950年，中华人民共和国接管湛江后合并创办广东省湛江市第二中学。该校是湛江市属重点中学、广东省一级学校、国家级示范性高中。
2008年7月，以湛江市第二中学为主体，组建湛江二中教育集团。学校现辖六个校区，其中总校区、湛江市二中海东中学、湛江二中港城中学（民办）为既有初中又有高中的完全中学；湛江二中崇文实验学校于2014年成立，承担完全小学教育、完全中学教育和升大补习教育；霞山校区为市直属公办初级中学；湛江市二中海东小学为唯一市直属小学。

## 历史
湛江二中最早的起源可追溯到1901年法国人在东营（今坡头）创办的“安碧莎罗学校”，以及后来中国人创办的志成中学、益智中学、湖光中学、麻斜中学等学校。从1901到1950年，学校经历了多次更名和迁址。
1950年，经广东省人民政府文教厅批准，成立湛江市第二中学。在政府的委派下，正义中学兼湛江市立一小校长王茀川接收私立中正中学（即湖光中学），数校合并定名为湛江市第二中学，校址位于今霞山校区。
1951年和1953年，麻斜中学和益智中学先后并入。
1958年，市二中先后开办湖光分校和平乐分校。
1968年高中部迁往录塘，1970年1月再迁往三岭山，立名湛江市工农中学，并先后开办平乐分校、新场分校，“文革”后撤回。
1997年，与湛江海洋大学（今广东海洋大学）合办湛江海洋大学附属中学（初中），2000年停招新生，同时新自办湛江市港城实验中学（初中）。
2005年，高中部迁至占地303亩、位于湛江市开发区的新校区。2015年7月高中部全部搬迁完毕，其后霞山校区作为初中部继续办学。
2007年8月6日，湛江中英文学校以中学部与湛江市第二中学联合举办湛江二中港城中学。
2008年7月，湛江市人民政府原则上同意以湛江市第二中学为主体组建湛江二中教育集团。 
2014年，湛江市第二中学与湛江市崇文高级中学合作举办湛江二中崇文实验学校。
2018年，湛江市第二中学小学部在霞山校区开办，同年9月，第一批小学新生入学。

### 学校沿革年表
| 时间          | 校名                  | 校名           | 校名                 | 校名           | 校名                                        |
| ------------- | --------------------- | -------------- | -------------------- | -------------- | ------------------------------------------- |
| 1903年        | 法语训练班            |                |                      |                |                                             |
| 1905年        | 安碧莎罗学校          |                |                      |                |                                             |
| 1923年        |                       |                |                      |                | 私立益智学校                                |
| 1926年        |                       |                |                      |                | 私立益智中学（初中）                        |
| ？            | 法华小学              |                |                      |                |                                             |
| 1929年        | 法华学校（小学+初中） |                |                      |                |                                             |
| 1935年        | 法华学校（初中）      |                |                      |                |                                             |
| 1939年        |                       |                | 私立益智中学（高中） |                | 私立益智中学（高中）                        |
| 1945年        | 湛江市市立第一小学    | 私立志成小学   | 中正中学             |                | 中正中学                                    |
| 1946年        |                       | 私立志成中学   |                      |                | 私立益智小学                                |
| 1947年        |                       |                |                      |                | 私立益智中学（1947年为初中， 1949年为高中） |
| ？            |                       | 正义中学       |                      |                |                                             |
| 1949年        |                       |                |                      | 私立麻斜中学   |                                             |
| 1950年        |                       |                | 湖光中学             |                |                                             |
| 1950年9月18日 | 湛江市第二中学        | 湛江市第二中学 | 湛江市第二中学       |                |                                             |
| 1951年        | 湛江市第二中学        | 湛江市第二中学 | 湛江市第二中学       | 湛江市第二中学 |                                             |
| 1953年        | 湛江市第二中学        | 湛江市第二中学 | 湛江市第二中学       | 湛江市第二中学 | 湛江市第二中学                              |

## 教学
总校拥有教职工570多人，其中特级教师5人，正高级教师3人，高级职称教师198人，硕士学位及研究生218人，国家级骨干教师2人，省级骨干教师40人。有12位教师作为市兼职教研员，有 6 位教师承担省市级名师工作室。

## 校园设施

### 总校区
总校区工程于2004年8月动工建设，2005年8月建成并投入使用。校区占地面积303亩，建筑面积12万平方米。2015年7月高中部全部搬迁至总校区。
2016年，总校区115间教室已全部配置高质量的多媒体教学平台，每间教室配置空调和独立的贮物柜。两栋实验楼配套物理、化学、生物学科常规实验室和探究实验室。信息馆建有六间多媒体网络教室。
总校区图书馆面积4032平方米，设有借阅大厅、书库、报纸库、教师资料室、学生阅览室，拥有阅览座位600个。藏书达十九万册，每年订阅报刊杂志达150多种，图书馆阅览室全天（含周末）向学生开放。
总校区现建有8栋学生公寓，每室面积20平方米，供6人入住，有独立卫生间与阳台，配置空调和全天热水供应。
2015年第十四届广东省运动会筹办期间，总校区新建了射击馆和球类馆，作为省运会比赛场地。

### 霞山校区
霞山校区占地面积16675平方米，建筑面积18377平方米。有7层科学楼1幢，5层教学楼2幢，5层教师宿舍楼2幢，还有电化教学室、音乐室、美术室、体育室和图书馆。2015年本部迁往总校区后该校区作为初中部继续办学。

## 对外交流

### 友好学校
- 凯恩斯市“三一”学校

- 俄羅斯谢乐普霍夫市第十二中学